# To End All Wars – Die wahre Hölle
To End All Wars – Die wahre Hölle (Original: To End All Wars, dt. Alternativtitel: Gefangen in der Hölle, auch To End All Wars – Die wahre Hölle am River Kwai und Für ein Ende aller Kriege) ist ein US-amerikanisch-britisch-thailändisches Kriegsdrama des Regisseurs David L. Cunningham. Es handelt sich um eine Verfilmung des Buches Im Tal des Kwai (Originaltitel: Miracle on the River Kwai, zuvor Through the valley of the Kwai, 1962) von Ernest Gordon. Gordon befand sich während des Zweiten Weltkriegs in japanischer Kriegsgefangenschaft in einem thailändischen Kriegsgefangenenlager. Mit seinem Werk verarbeitete er die Erlebnisse um den Bau der sogenannten Todeseisenbahn.

## Handlung
Der Film handelt von einer Gruppe schottischer, englischer und amerikanischer Offiziere, die sich ab Februar 1942 in einem japanischen Kriegsgefangenenlager im Dschungel von Thailand unter der Führung japanischer Truppen befanden: Demütigungen, grausamste Bestrafung für die Missachtung der Regeln und unmenschlich harte Arbeit bei unzureichender Verpflegung bedeuten für Unzählige den Tod durch Erschöpfung oder zahllose Krankheiten. Als sich Lt. Col. Stuart McLean gegen die brutalen Methoden der Lagerleiter auflehnt, die bewusst die Vorschriften der Genfer Konvention ignorieren, wird er erschossen, so dass das Kommando an Major Campbell übergeht. Die Flucht durch den Dschungel ist unmöglich. Und doch gibt es Hoffnung an diesem Ort der Unmenschlichkeit und Verzweiflung: Der charismatische Captain Ernest Gordon versteht es, durch seine Dschungel Universität den geschundenen Männern Überlebenswillen zu geben, und Dusty Miller, der unter freiem Himmel eine Kirche eingerichtet hat, inspiriert sie zu christlicher Nächstenliebe, zum Beispiel indem er dem erkrankten Gordon seine Rationen gibt und ihn gesund pflegt. Major Campbell hingegen plant einen Aufstand, um sich an den Aufsehern zu rächen. Dabei stört ihn der Schwarzhändler Lt. Jim „Yankee“ Reardon, der den Männern klarmacht, dass eine Flucht sinnlos ist. Ihn stört auch die Universität, da sie die Männer von dem Aufstandsplan ablenkt. Daher verrät er den Schwarzhandel und die geheimen Treffen der Universität. Daraufhin wird Yankee schwer bestraft und die Universität verboten. Das Verbot wird aber aufgehoben, als die Arbeiten an der Bahnstrecke schneller voranschreiten, da Gordons und Dustys Einfluss den Hass der Gefangenen auf die Japaner mildert. Die Bahnlinie wurde am 16. Oktober 1943, sechs Monate früher als geplant, fertiggestellt. Als eine Schaufel irrtümlich als gestohlen gemeldet wird, nimmt Yankee die Schuld auf sich, um eine Kollektivstrafe zu verhindern, und wird vom Oberaufseher Ito zum Krüppel geschlagen, bevor die übersehene Schaufel entdeckt wird. Die Universität organisiert eine Shakespeareaufführung und veranstaltet eine Feier, bei der Diplome verliehen werden und ein Konzert gegeben wird. Als währenddessen der Aufstandsversuch einer kleinen Gruppe Gefangener unter der Führung von Major Campbell misslingt, nimmt nach der Hinrichtung der anderen Beteiligten der unbeteiligte Dusty die Strafe für Campbell auf sich – wohl wissend, was für barbarische Folgen seine Berufung auf den Bushidōkodex für ihn haben wird – und wird gekreuzigt. Nach einem alliierten Bombenangriff hilft Gordon verletzten japanischen Soldaten, die ihre Posten in einem anderen Lager verlassen haben, obwohl Ito die Flüchtigen verachtet und ihnen den Zutritt verweigern will. Gordon freundet sich sogar mit einem der Aufseher an, dem Übersetzer Takashi Nagase. Schließlich wird das Lager am 15. August 1945 befreit. Campbell und Gordon haben eine letzte Auseinandersetzung über Rache oder Vergebung, denn Campbell möchte den brutalen Oberaufseher Ito töten, dieser nutzt jedoch die Ablenkung um Seppuku zu begehen.

## Epilog

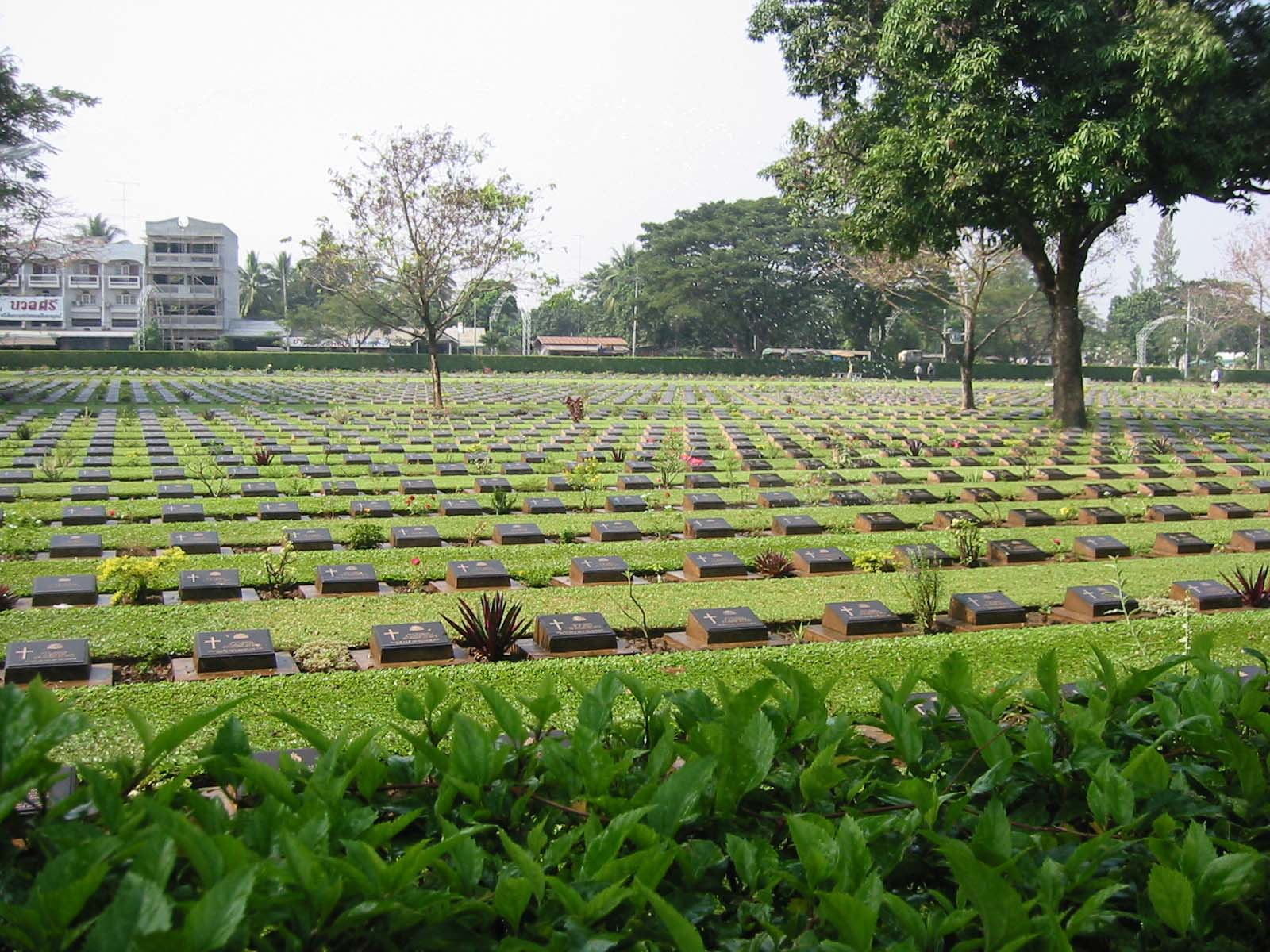
Der Friedhof der Alliierten in Kanchanaburi

Der Film endet mit zwei Szenen aus der heutigen Zeit. Die eine zeigt das Zusammentreffen von Ernest Gordon und dem ehemaligen kaiserlichen Übersetzer Takashi Nagase am 4. Februar 2000 auf dem Friedhof der „Bahnstrecke des Todes“ in Kanchanaburi im heutigen Thailand 55 Jahre nach der bedingungslosen Kapitulation Japans. Beide Männer haben nach dem Krieg ihr Leben der Religion gewidmet. Die andere zeigt eine Parade der Veteranen der Argyll and Sutherland Highlanders anlässlich ihrer Ehrung am 5. Juli 1999 durch Queen Elizabeth in Schottland.

## Auszeichnungen
- 2001 wurde David L. Cunningham für den Preis „Best Feature Film“ vom Hawaii International Film Festival nominiert
- 2002 auf dem Heartland Filmfestival gewann Jack Hafer den Crystal Heart Award
- 2002 gewann auf dem gleichen Festival David L. Cunningham den Grand Prize for Dramatic Feature
- 2003 wurde der Film in folgenden Kategorien von der Political Film Society, USA nominiert: Exposé, Frieden und Menschenrechte

## Soundtrack
1. Moya Brennan – Mo Mhiann (Healing Heart)
2. Moya Brennan – I Will Go (Campbell’s Theme)
3. Moya Brennan – La Na Cruinne (End Of Time)
4. John Cameron – Find The Place
5. John Newton – Amazing Grace
6. Edward Elgar – Pomp And Circumstance
7. Johann Sebastian Bach – Wohl mir, dass ich Jesum habe – Jesus bleibet meine Freude (BWV 147)
8. George M. Cohan – Yankee Doodle Boy
9. Pyotr Ilyich Tchaikovsky – Ballett Schwanensee (Op. 20): Walzer